# Perhonjoki
Der Perhonjoki (finn.) (schwedisch Perho å) ist ein Fluss in den finnischen Landschaften Mittelösterbotten und Österbotten.
Der Fluss hat seine Quelle östlich der Ortschaft Perho im Höhenrücken Suomenselkä.
Von dort fließt er zuerst in westlicher, dann in nordwestlicher Richtung.
Er durchfließt den See Haapajärvi, nimmt anschließend seinen größten Nebenfluss, den Halsuanjoki, auf und passiert Veteli und Kaustinen.
Weiter abstrom durchfließt er den See Isojärvi und erreicht schließlich, wenige Kilometer nördlich von Kokkola, den Bottnischen Meerbusen.
Seine Länge beträgt etwa 140 km, sein Einzugsgebiet umfasst 
2524 km². 